# Tazewell Ellett
Tazewell Ellett, född 1 januari 1856 i Richmond i Virginia, död 19 maj 1914 i Summerville i South Carolina, var en amerikansk demokratisk politiker. Han var ledamot av USA:s representanthus 1895–1897.
Ellett utexaminerades 1876 från Virginia Military Institute, studerade sedan juridik vid University of Virginia och inledde 1878 sin karriär som advokat i Richmond.
Ellett efterträdde 1895 George D. Wise som kongressledamot och efterträddes 1897 av John Lamb. Ellett avled 1914 i South Carolina och gravsattes på Hollywood Cemetery i Richmond i Virginia.